# Nalo Hopkinson

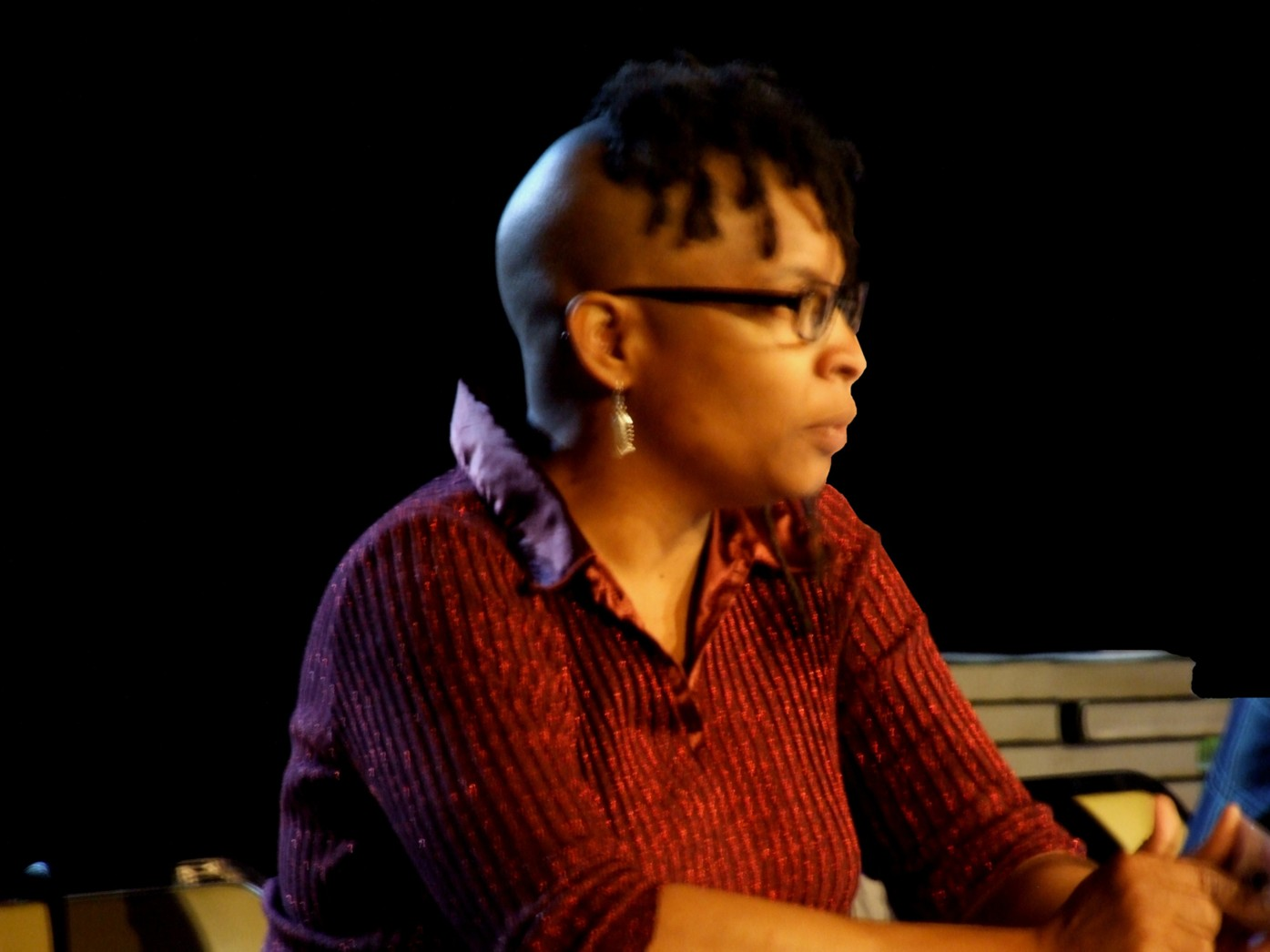

Nalo Hopkinson (Jamaica, 20 december 1960) is een Canadese schrijfster die sciencefiction en fantasy combineert met de tradities van Caraïbische mondelinge en schriftelijke verhaalkunst. 
Brown Girl in the Ring won de Locus Award voor beste eerste roman, werd genomineerd voor de Philip K. Dick Award en bezorgde haar de John W. Campbell Award for the Best New Writer in Science Fiction.
Ze won de World Fantasy Award voor beste verzameling verhalen met Skin Folk.